# Stephanie Grebe
Stephanie (Steffi) Grebe (* 24. September 1987 in Berlin) ist eine deutsche Tischtennisspielerin der paralympischen Startklasse TT 6. Sie ist die aktuelle Weltranglistenzweite.

## Leben
Grebe wurde ohne Hände und ohne rechten Unterschenkel geboren und wuchs zunächst in Berlin-Prenzlauer Berg auf. Sie besuchte das Ludwig-Meyn-Gymnasium in Uetersen, an dem sie Schülermentorin war und später ihr Abitur ablegte. Danach absolvierte sie eine Ausbildung bei der Agentur für Arbeit. Zurzeit studiert sie Sozialökonomie an der Universität Hamburg mit Schwerpunkt Arbeitsrecht und arbeitet für das Jobcenter Elmshorn. Sie ist Mitglied des SoVD.

## Sportliche Karriere
Sie begann mit zwölf Jahren während eines Griechenlandurlaubs das Tischtennisspielen zu erlernen. Als 13-Jährige trainierte sie beim Tischtennisverein 3B Berlin und parallel auch im Behindertensport mit und startete bei deutschen Meisterschaften. Nach einem Umzug der Schülerin nach Heidgraben spielte Grebe beim Moorreger SV im ersten Damenteam in der Landesliga. Im Behindertensport startete sie erst für den BSG Neumünster und später bei der VSG Gelsenkirchen. Grebe spielt derzeit beim PSC Berlin (Paralympischer Sportclub Berlin).
Stephanie Grebe ist Rechtshänderin und eine Shakehand / Offensivspielerin. Beim Spiel benutzt sie eine spezielle Armprothese mit Tischtennisschläger. Ihr Vorhandbelag ist ein GEWO Stratos, für die Rückhand benutzt sie einen Butterfly Feint Long Belag.
Sie war Teilnehmerin bei den Sommer-Paralympics 2012 in London, als einzige deutsche Teilnehmerin, sowie bei den Sommer-Paralympics 2016 in Rio de Janeiro. 2012 bei den Sommer-Paralympics in London belegte sie beim Kampf um Bronze gegen Yuliya Klymenko Platz vier, während sie 2016 bei den Sommer-Paralympics in Rio im Finale gegen Sandra Paovic (Kroatien) die Silbermedaille gewann.
Für den Gewinn dieser Silbermedaille erhielt sie am 1. November 2016 von Bundespräsident Gauck das Silberne Lorbeerblatt.
Grebe erspielte sich in ihrer Karriere zudem eine zweistellige Zahl an Gold- und Silbermedaillen in hochkarätigen Wettbewerben. Sie belegt bei den Tischtennisspielerinnen der Klasse TT 6  derzeit den Platz zwei in der Weltrangliste.

## Ehrung
Am 24. März 2014 wurde Stephanie Grebe für ihre Verdienste um den Sport mit der Sportplakette des Landes Schleswig-Holstein ausgezeichnet.

## Sportliche Erfolge
(Tischtennis für Menschen mit Behinderungen)
- Mehrfache deutsche Jugendmeisterin
- Deutsche Vizemeisterin
- Deutsche Meisterin 2010
- Bronzemedaille im Team bei den 1. French Open in Nantes (Frankreich) 2010
- Bronzemedaille in Split (Kroatien) bei den Europameisterschaften 2011
- Bronzemedaille im Team in Split (Kroatien) bei den Europameisterschaften 2011
- Silbermedaille bei den Czech Open in Ostrava (Tschechien) 2011
- Silbermedaille im Team bei den Czech Open in Ostrava (Tschechien) 2011
- Silbermedaille im Team bei den British Open in Sheffield (Großbritannien) 2011
- Bronzemedaille bei den Bayreuth Open in Bayreuth (Deutschland) 2011
- Bronzemedaille bei den Slovakia Open in Piestany (Slowakei) 2011
- Bronzemedaille bei den Lignano Master Open in Lignano (Italien) 2011
- Bronzemedaille im Team bei den Hungary Open in Eger (Ungarn) 2011
- Goldmedaille im Team bei den IWAS (International Wheelchair & Amputee Sports Federation) World Games in Sharjah (Vereinigte Arabische Emirate) 2011
- Goldmedaille bei den 2. French Open in Nantes (Frankreich) 2012
- Silbermedaille im Team bei den 2. French Open in Nantes (Frankreich) 2012
- Bronzemedaille im Team beim Tischtennis-Weltranglistenturnier in Lasko (Slowenien) 2012
- Silbermedaille im beim Tischtennis-Weltranglistenturnier in Düsseldorf (BSNW Open) 2012
- Silbermedaille im Team beim Tischtennis-Weltranglistenturnier in Lignano (Italien) 2012
- Platz vier bei den Sommer-Paralympics 2012
- Platz drei bei den Europameisterschaften 2013 (Disziplin Einzel)
- Silbermedaille bei der Weltmeisterschaft 2014 (Disziplin Einzel und Team)
- Platz zwei im Team bei den Europameisterschaften 2015
- Goldmedaille bei den Bayreuth Open 2016
- Bronzemedaille Slovenian Open in Lasko 2016
- Silbermedaille bei den Sommer-Paralympics 2016
- Bronzemedaille bei den Sommer-Paralympics 2020
- Silbermedaille bei den Sommer-Paralympics 2024 (Doppel WD14)